# پیز فدوز
پیز فدوز (به لاتین: Piz Fedoz) یک کوه در سوئیس است که در کانتون گراوبوندن واقع شده‌است. پیز فدوز ۳٬۱۹۰ متر بالاتر از سطح دریا واقع شده‌است.